# T91 Sturmgewehr
Das T91 Sturmgewehr (offiziell 5,56-mm T91 Sturmgewehr) ist die Ordonnanzwaffe des Heeres der Republik China und Nachfolger des T86-Sturmgewehres, das ebenfalls vom taiwanischen Arsenal 205 entwickelt und produziert wurde.

## Geschichte
2001 startete das Arsenal 205 die Entwicklung eines Sturmgewehres der vierten Generation für die taiwanischen Streitkräfte, um die in die Jahre gekommenen taiwanesischen T86-Sturmgewehre und US-amerikanischen M16-Gewehre zu ersetzen.

## Technik
Das T91 ist eine Weiterentwicklung des T86, dem Nachfolger des T65. Alle drei Waffen sind luftgekühlte Gasdrucklader mit kurzem Gaskolben-Hub. Äußerlich weist das T91 eine starke Verwandtschaft mit dem M16 auf. Das obere Verschlussgehäuse ist zum unteren Gehäuse des M16 kompatibel. Eine Schließhilfe oder ein Hülsenabweiser sind nicht angebracht. Die Waffe kann STANAG-Magazine verwenden.

## Zuverlässigkeit
Die Streitkräfte Jordaniens haben mehrere Waffen unter Wüstenbedingungen getestet. Dabei schnitt das T91 besser ab als das M16 und etwa gleich gut wie das AK-47.

## Galerie

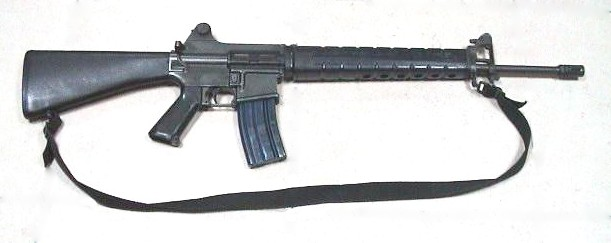
T65
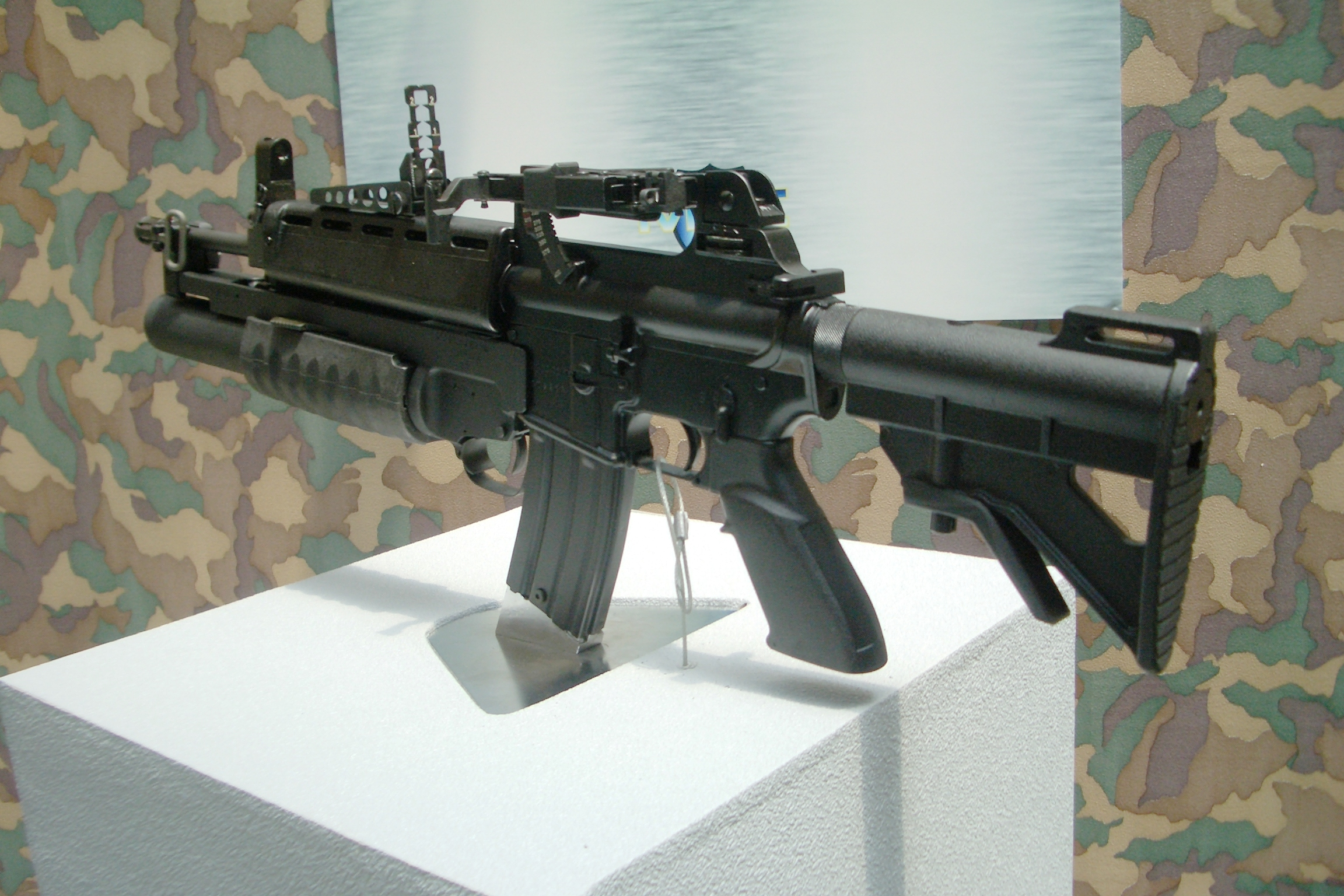
T86 (hier mit Granatwerfer T85)
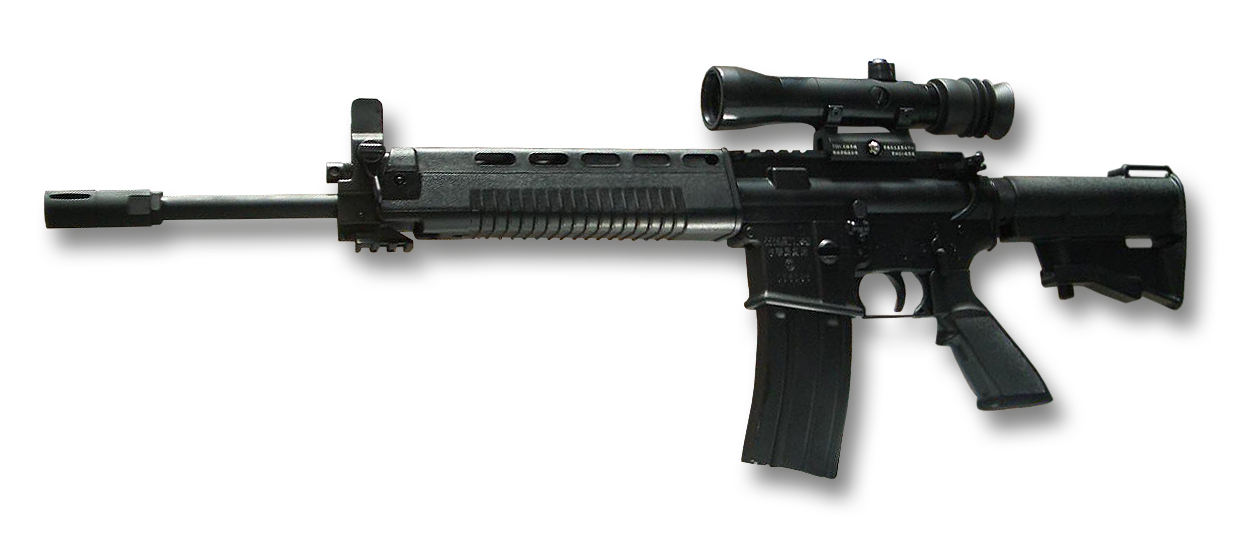
T91
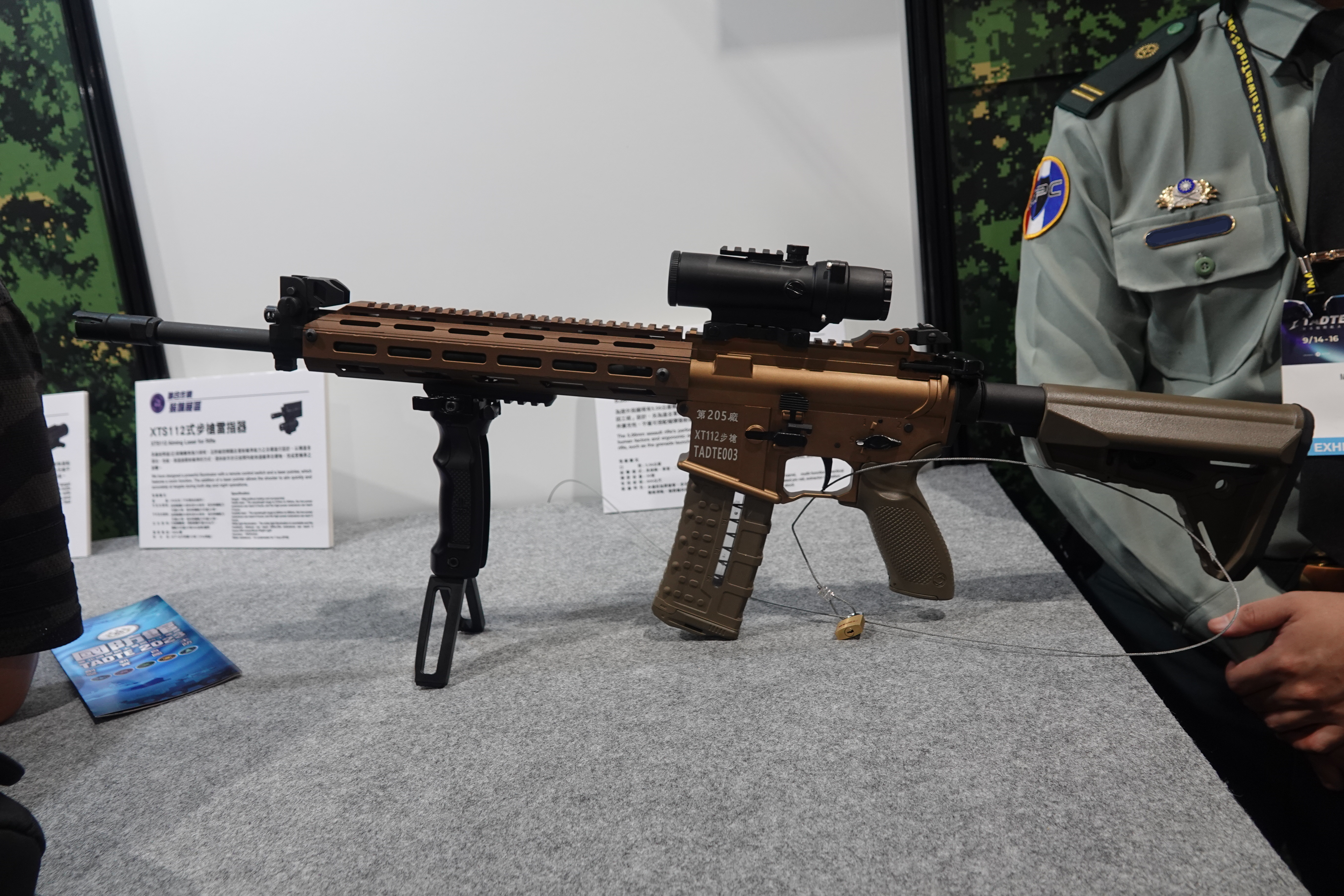
XT-112